# Piliaieve
Piliaieve é um ilhéu do atol de Nui da nação de Tuvalu.